# Matsunaga Akira (cầu thủ bóng đá sinh 1948)
Matsunaga Akira (sinh ngày 8 tháng 8 năm 1948) là một cầu thủ bóng đá người Nhật Bản.

## Đội tuyển bóng đá quốc gia Nhật Bản
Matsunaga Akira thi đấu cho đội tuyển bóng đá quốc gia Nhật Bản từ năm 1973 đến 1976.

## Thống kê sự nghiệp
| Đội tuyển bóng đá Nhật Bản | Đội tuyển bóng đá Nhật Bản | Đội tuyển bóng đá Nhật Bản |
| Năm                        | Trận                       | Bàn                        |
| -------------------------- | -------------------------- | -------------------------- |
| 1973                       | 3                          | 0                          |
| 1974                       | 0                          | 0                          |
| 1975                       | 0                          | 0                          |
| 1976                       | 7                          | 2                          |
| Tổng cộng                  | 10                         | 2                          |